# Смертність немовлят
Смертність немовлят (також іноді називається дитяча смертність, хоча це не зовсім точно) — смертність серед дітей молодше одного року; один з базових статистичних показників демографії, складова частина смертності населення. Дитяча смертність є важливою характеристикою загального стану здоров'я та рівня життя населення країни, регіону, міста, національних меншин тощо. З середини XX століття практично незмінно використовується як один з важливих факторів при класифікації країн за рівнем життя населення.
Як і інші демографічні показники, дитяча смертність може виражатися як в абсолютних, так і у відносних одиницях. Відносний показник, або коефіцієнт дитячої смертності виражається зазвичай у проміле (‰) і позначає кількість дітей, померлих у віці до 1 року на 1000 новонароджених за один рік; набагато рідше використовуються коефіцієнти в розрахунку на 100 або 10 000 новонароджених. Малюкову смертність часто виділяють із дитячої смертності, оскільки її причини можуть істотно відрізнятися. Висока дитяча смертність є ознакою низького рівня розвитку медицини й особливо часто зустрічається в країнах Третього світу, хоча до XIX століття дитяча смертність у Європі була помітно вище, ніж у Китаї, Індії або мусульманських країнах.

## Показники по країнах

Показники по країнам, 2013

Список ґрунтується на даних CIA World Factbook, дані за 2012.
| Країна або територія | Рівень дитячої смертності (смертей/1000 народжень) |
| -------------------- | -------------------------------------------------- |
| Афганістан           | 121.63                                             |
| Бермудські Острови   | 2.47                                               |
| Гамбія               | 69.58                                              |
| Монако               | 1.8                                                |
| Нігер                | 89.7                                               |
| Польща               | 6.42                                               |
| Сінгапур             | 2.65                                               |
| Сомалі               | 103.72                                             |
| Швеція               | 2.74                                               |
| Україна              | 8.38                                               |
| Велика Британія      | 4.56                                               |
| США                  | 6                                                  |